# المجمع اللبناني
المجمع اللبناني، هو أكبر وأهم مجمع محلي عقد في الكنيسة المارونية حتى انعقاد المجمع البطريركي الماروني عام 2004. ترأسه البطريرك يوسف ضرغام الخازن في دير سيدة اللويزة مع الموفد البابوي سمعان السمعاني بدءًا من 30 سبتمبر وحتى 2 أكتوبر 1736؛ صادق البابا بندكت الرابع عشر على هذا المجمع عام 1741 واعتبره مجمعًا شرعيًا، لتشكل قوانينه أهم دستور إصلاحي للكنيسة المارونية خلال الأزمنة الحديثة.

## أعمال المجمع
ناقش المجمع اللبناني مختلف القضايا الكنسية والرعوية، وخلص لوضع تنظيم مؤسساتي للكنيسة المارونية كانت تفتقد له، وجاء منسجمًا مع قوانين الحق الكنسي في الكنيسة الكاثوليكية، كما أدخلت إصلاحات مجمع ترنت الطقسية من القرن السادس عشر على الكنيسة المارونية خلال المجمع. ترأس المجمع البطريرك الخازن ويوسف السمعاني موفد البابا، ودام ثلاثة أيام بدءًا من 30 سبتمبر، وقد أقرّ مجموعة من العادات اللاتينية كاستعمال الخبز الفطير لا الخمير في القداس الإلهي، وإجراء العماد بالسكب لا بالتغطيس، وإلغاء القبعة التي يعتمرها الكاهن خلال القداس، واتباع التقويم الغريغوري في حساب عيد الفصح. بعض العادات اللاتينية أعيدت وألغيت لاحقًا مثل منح سر التثبيت بشكل منفصل عن العماد وقصره على المطارنة.
قلّص المجمع من صلاحيات البطريرك، وقوّى صلاحيات الأساقفة لتتفق مع قوانين الحق الكنسي من ناحية الرئيس المكاني. سحبت من البطريرك صلاحية إقالة الأساقفة، وأقرت المناداة باسم البطريرك بعد اسم البابا في تذكارات القداس، كما أقرّ بأنه لا يجوز للبطريرك التصرف بمسائل الإيمان أو انضباط الكهنة دون استشارة الكرسي الرسولي. أثار المجمع عدة معارضات لاسيّما من قبل إلياس محاسب مطران عرقا، إلا أن المجمع أقر مسودته التي أعدها السمعاني «بفضل حكمة البطريرك وهدوء الموفد البابوي». الأب بولس نعمان، يقول، إن المفهوم القانوني للأبرشية لم يوجد عند الموارنة إلا مع المجمع اللبناني، بما فيه إقامة المطارنة في كراسيهم لا بالقرب من البطريرك في الصرح البطريركي، وأساس تقسيم الأبرشيات في الكنيسة المارونية يعود للمجمع اللبناني، وهي ثمانية أبرشيات أولاً زيدت وعدلت حدودها في الأزمنة اللاحقة. من المقررات الهامة للمجمع، إقرار إلزامية التعليم ومجانيته لكل الموارنة من ذكور وإناث، ما ساهم في زيادة عدد المدارس والبعثات الخارجية إلى أوروبا.
حالت وفاة البابا كلمنت الثاني عشر دون المصادقة على مقررات المجمع مباشرة، وكان تنظيم الأديرة قد أدخل عليه تعديلات لتوافق العادات المارونية، ما دفع الكرسي الرسولي للتأني في إقراره. في سبتمبر 1741 مع ذكراه الخامسة، صادق البابا بندكت الرابع عشر على مقررات المجمع واعتبره مجمعًا شرعيًا. المجمع اللبناني، وهو مجمع إصلاحي، قد دفع طوائف شرقية أخرى للقيام بمجامع مماثلة. يذكر أن مقررات المجمع كتبت بالسريانية والعربية، غير أن العربية التي كتب بها هي اللهجة اللبنانية لا الفصحى.